# Kušej
Kušej je priimek več znanih Slovencev:
- Arne Kušej, filozof
- Gorazd Kušej (1907—1985), pravnik, univ. profesor, akademik
- Ksenija Kušej Novak (1914—2008), operna in koncertna pevka sopranistka, pevska pedagoginja
- Martin Kušej (*1961), avstrijski gledališki režiser koroško-slovenskega rodu, direktor Burgtheatra na Dunaju
- Majda Kušej Bole (1931—2022), veterinarka ?
- Mateja Kušej, slavistka na Dunaju, raziskovalka slovenskih doktoric znanosti in učiteljic - pisateljic
- Miklavž Kušej (1933—2024), nevropsihiater, delovni terapevt
- Miro Kušej (1930—2024), nevrokirurg
- Nina Gala Kušej (*1982), muzikologinja
- Radoslav Kušej (1875—1941), pravnik, univ. profesor, akademik

## Glej še
- priimek Kušar
- priimke Kuša, Kuščer, ...